# (3879) Machar
(3879) Machar (1983 QA) – planetoida z pasa głównego asteroid okrążająca Słońce w ciągu 3,62 lat w średniej odległości 2,35 j.a. Odkryła ją Zdeňka Vávrová 16 sierpnia 1983 roku.